# Pantaleon Hebenstreit

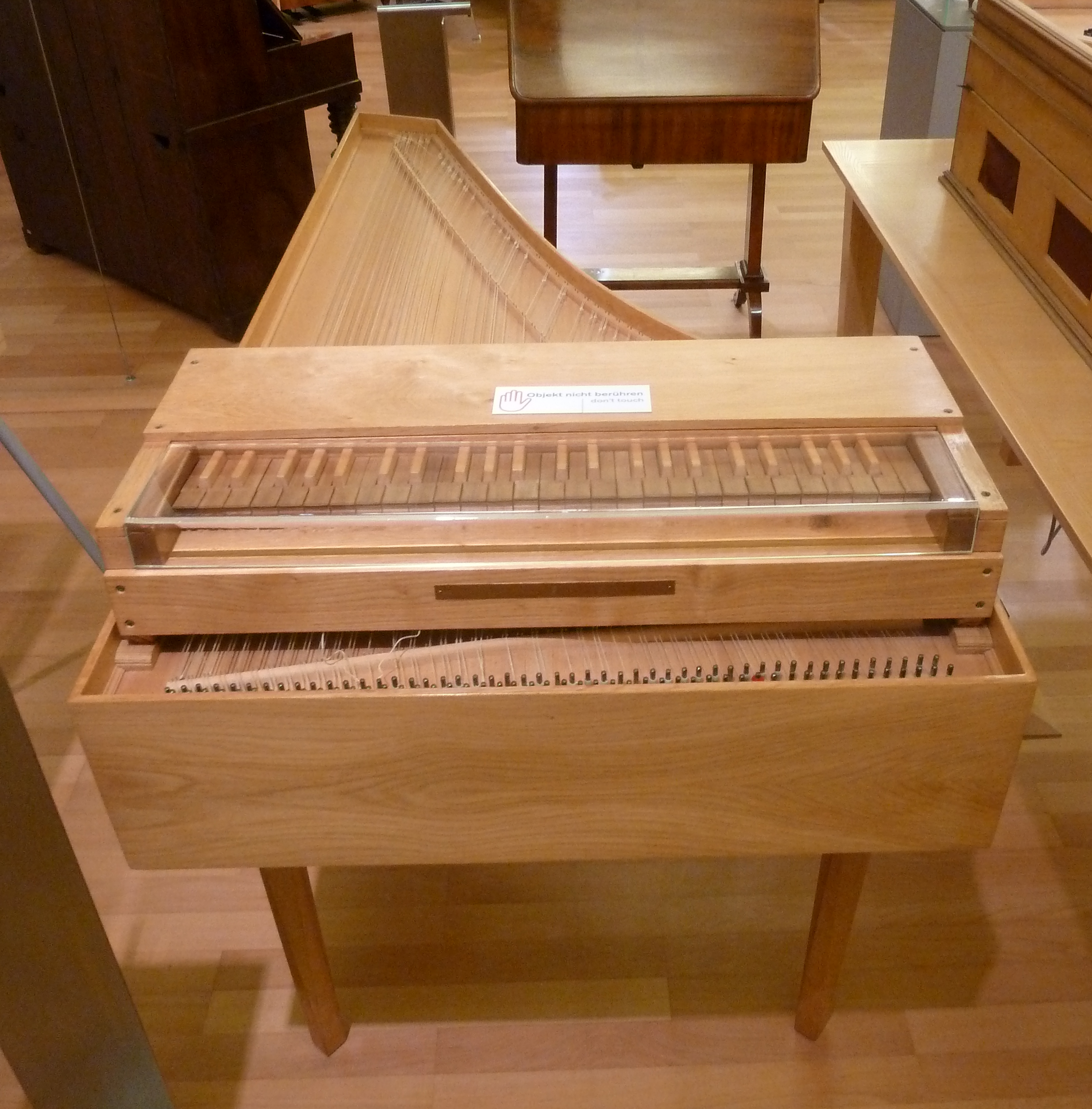

Pantaleon Hebenstreit (Eisleben, 27 de novembre de 1668 - Dresden, 15 de novembre de 1750) fou un músic alemany.
És conegut principalment per l'invent d'un espècie de dulcimer gran que s'anomenà pantaleon o pantaló. Construí aquest instrument a Merseburg, on s'havia refugiat el 1705 fugint les seus creditors de Leipzig. Des de 1705 va fer nombrosos viatges per Europa donant concerts, i produí verdader entusiasme en la cort de Lluís IV, que fou el que batejà l'instrument.
El 1706 fou nomenat director de música i mestre de capella d'Eisenach, i el 1714 entrà en la Capella Reial de Dresden, on tingué com alumne molt avantatjat a Christlieb Siegmund Binder. El Pantaleon anà perdent importància a mesura que es perfeccionava el piano, i acabà per desaparèixer. És probable que els concerts per a timpà i violí d'Herbenstreit impulsessin a Bach a escriure els seus concerts per a piano.